# Червоні черевички (фільм, 1948)
«Червоні черевички» (англ. The Red Shoes) — британський музично-драматичний фільм 1948 року, який поставили режисери Майкл Лейтам Пауелл і Емерик Прессбургер за власним сценарієм. Приблизно 20 хвилин екранного часу займає «розповідь усередині розповіді» — модерністський балет на сюжет казки Г. К. Андерсена «Червоні черевички». Ролі у фільмі виконують майстри класичного танцю — Мойра Ширер, Леонід М'ясін, Роберт Гелпман і Людмила Черіна. Фільм «Червоні черевички» вважається вершиною творчості тандему Пауелл-Прессбургер та одним з найвизначніших звершень в історії британського кіно.

## Сюжет
Молодий, нікому не відомий композитор Джуліан Крастер (Маріус Горінг), студент консерваторії, помічає, що шанований ним учитель вкрав його твір і вставив його в партитуру балету, прем'єра якого проходить в Ковент-Гардені. Він скаржиться на це Борисові Лермонтову (Антон Волбрук), директорові знаменитої балетної трупи. Лермонтов просить Крастера забути про це запозичення — поза сумнівом, несвідомому — і наймає його диригентом для репетицій оркестру. Лермонтов знайомиться з молодою танцівницею Вікторією Пейдж (Мойра Ширер), пристрасно закоханою в його творчість. Він наймає її в трупу перед від'їздом на гастролі до Парижа. Головна зірка трупи Боронська оголошує про намір вийти заміж. Лермонтов звільняє її, оскільки вважає таке рішення несумісним з покликанням балерини. Він завжди вважав, що танцівниця повинна вибирати між насолодами особистого життя і повною відданістю мистецтву. Це переконання стало для нього справжньою одержимістю.
Лермонтов дає Джуліану партитуру балету під назвою «Червоні черевички» за мотивами Андерсена, щоб Джуліан повністю переписав її. «Червоні черевички» розповідають про юну танцівницю, яка стає жертвою власних танцювальних черевичків. Коли вона втомлюється танцювати, тчеревички не дають їй зупинитися. За втомою йде екстаз — і смерть. Репетиції балету проходять в опері Монте-Карло — основній резиденції трупи Лермонтова. Після виснажливої роботи Вікторія тріумфально дебютує в головній ролі в «Червоних черевичках». Услід за цим Лермонтов довіряє їй головні ролі в репертуарних спектаклях: «Крамниця чудес», «Коппелія», «Сильфіди» та ін. Незабаром він дізнається, що між Джуліаном і Вікторією починається роман. Нав'язлива ідея знову охоплює Лермонтова, і він негайно проганяє Джуліана. Вікторія звільняється з трупи. Лермонтов мириться з Борконською і знову наймає її.
Проте коли Вікторія проїздом опиняється в Монте-Карло, Лермонтов благає її повернутися. Побачивши її саму, він уявляє, ніби шлюб з Джуліаном дав тріщину. Він нагадує, що завжди сподівався зробити з неї найбільшу балерину століття. Того вечора, коли Вікторія готова ось-ось знову з'явитися перед публікою Монако в «Червоних черевичках», вона дізнається з радіотрансляції, що Джуліан, який повинен був уперше диригувати на прем'єрі власної опери в Ковент-Гардені, захворів. Він з'являється у гримерці Вікторії та благає її не виходити на сцену. Лермонтов, навпаки, закликає її не виходити з ролі, і робить це цілком переконливо. Джуліан йде геть. Вікторію розривають страждання і суперечливі пориви. Вона вже готова вийти на сцену, як раптом черевички самі виносять її на терасу, що височіє над вокзалом, де Джуліан готується сісти на потяг: опинивившись там, вона кидається вниз. Лермонтов з му́кою в голосі оголошує публіці, що Вікторія більше ніколи не зможе танцювати. Перед смертю, лежачи на землі, Вікторія просить Джуліана зняти з неї туфельки черевички.

## У ролях
| • Маріус Горінг     | … | Джуліан Крастер    |
| • Мойра Ширер       | … | Вікторія Пейдж     |
| • Антон Волбрук     | … | Борис Лермонтов    |
| • Леонід М'ясін     | … | Любов              |
| • Роберт Гелпманн   | … | Іван Болеславський |
| • Альберт Бассерман | … | Ратов              |
| • Есмонд Найт       | … | Ліві               |
| • Людмила Черіна    | … | Боронська          |
| • Джин Шорт         | … | Террі              |
| • Гордон Літтмен    | … | Айк                |
| • Ерік Беррі        | … | Дмитрій            |

## Робота над фільмом

### Знімальна група
- Автор сценарію — Емерик Прессбургер, Кіт Вінтер
- Режисер-постановник — Майкл Пауелл, Емерик Прессбургер
- Продюсер — Майкл Пауелл, Емерик Прессбургер
- Асситент продюсера — Джордж Р. Басбі
- Оператор — Джек Кардіфф
- Композитор — Браян Ісдейл
- Монтаж — Реджинальд Міллз
- Художник-постановник — Гейн Гекрот
- Художник по костюмах — Гейн Гекрот
- Артдиректор — Артур Лосон
- Звукорежисер — Чарльз Пултон
- Хореограф — Роберт Гелпманн

Емерик Прессбургер почав працювати над сценарієм «Червоних черевичків» у 1934 році на прохання найвпливовішого британського кінодіяча довоєнного часу — Александра Корди. Вони планували перенести на екран історію безумства великого Ніжинського, чиє особисте життя намагався контролювати владний Дягілєв. Головну жіночу роль Корда планував віддати своїй дружині Мерль Оберон. Передбачалося, що роль Ніжинського виконає Леонід М'ясін, який замінив його в театрі Дягілєва і в його спальні.
З початком Другої світової війни зважаючи на недолік фінансування та розлучення Корди з Оберон проєкт був згорнутий. Після війни Прессбургер викупив у Корди усі права на нього й написав новий сценарій у дусі вікторіанського бестселера Джорджа дю Мор'є про шаманячого гіпнотизера Свенгалі та покірну його волі співачку Трільбі.
За словами Майкла Пауелла, на роль Лермонтова був потрібний актор гомосексуальної орієнтації з бісівською жилкою, здатний зіграти свою роль і пристрасно, і переконливо. Режисерам такий актор був відомий — їх талісманом вважався австрієць Антон Волбрук. На думку американського кінокритика Дайва Кера, Волбрук наймогутніше втілив фігуру зловісного шамана-чарівника, що зустрічається у багатьох стрічках британського тандему Пауелла-Прессбургера.
Значна частина знімання проходила на Лазуровому березі (зокрема, на віллі Леопольда). Балет «Червоні черевички», вставлений в середину фільму, Пауелл і Прессбургер вважали своїм найкращим досягненням і не скупилися на дорогі художні ефекти. Проте студія Pinewood, що фінансувала зйомки, на чолі з Артуром Ренком була стурбована перевищенням кошторисного бюджету і оцінювала прокатні перспективи фільму досить скептично.

## Тріумф

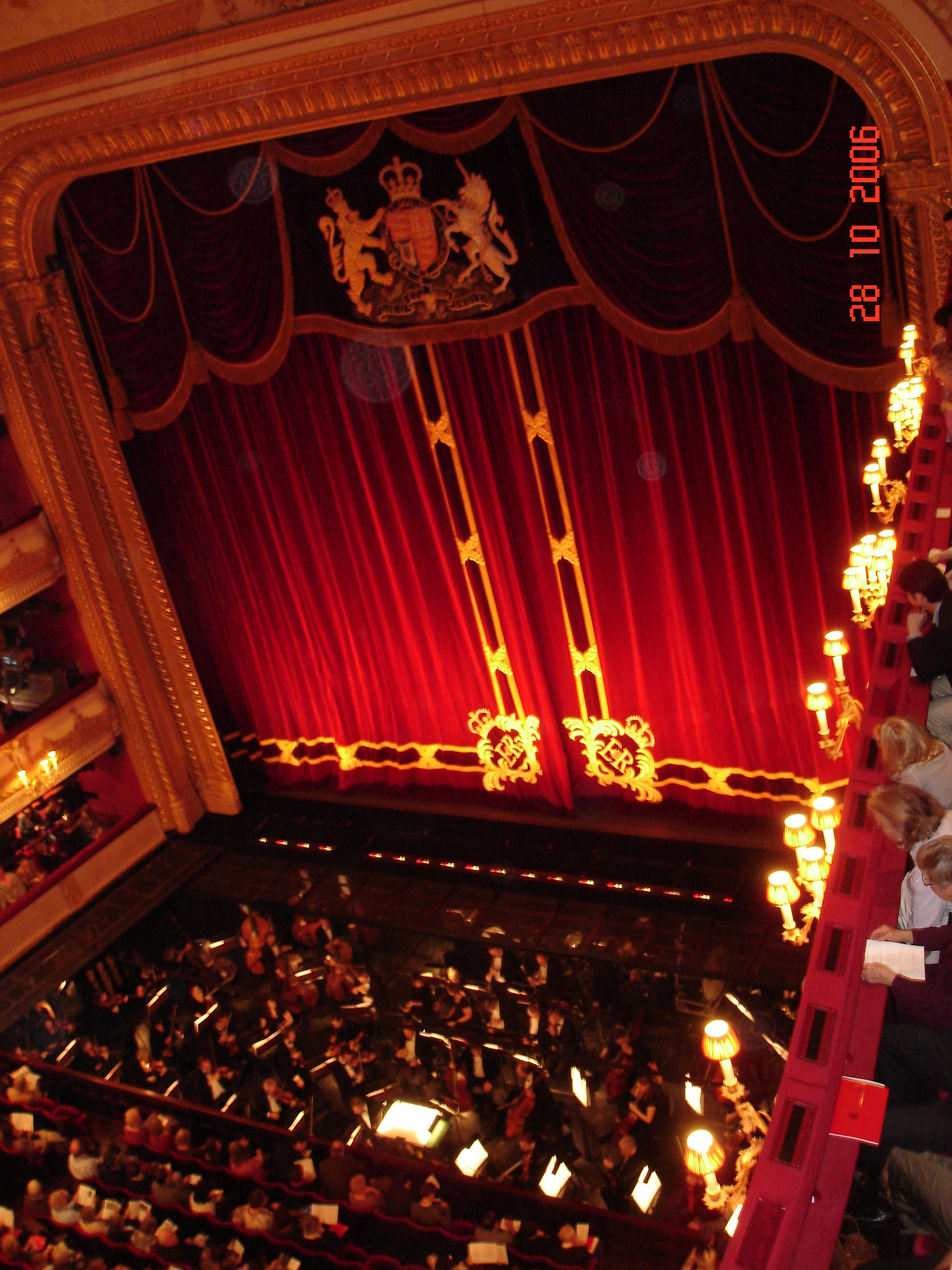
У перших сценах фільму показано лондонський театр «Ковент-Гарден»

Британська публіка не звернула на фільм великої уваги, а кінокритики рознесли його в друзки як щось абсолютно відірване від реальності. Проте в Америці «Червоні черевички» були прийняті із захватом. Деякі кінотеатри Нью-Йорка не знімали фільм з прокату упродовж майже двох років. Фільм уперше відкрив для багатьох пересічних американців, втомлених від тягот війни і депресії, далекий і барвистий світ класичного балету. За спогадами Пауелла, забезпечені американки вважали своїм обов'язком показати його своїм донькам, щоб пробудити в них інтерес до «високого мистецтва».
На тлі потокової кінопродукції для широкої публіки на кшталт вестернів і нуарів фільм сприймався як ковток «справжнього мистецтва» з Європи, і притому мистецтва, що має мало спільного з популярним у ті роки італійським неореалізмом. Продумана М'ясіним танцювальна вставка в техніці mise en abyme не лише сплітала воєдино долі усіх персонажів, але й намагалася заглянути у підсвідомість головної героїні. Музика, танець і оригінальне художнє рішення з'єдналися на кіноекрані в ритуально-сновидійному дійстві, яке порівнювали з «Весною священною» Ігоря Стравинського.
Під враженням від успіху в Нью-Йорку студія Universal в 1951 році випустила «Червоні черевички» в загальнонаціональний прокат. Стрічка Пауелла і Прессбургера висувалася на «Оскар» в 5-ти номінаціях (включаючи «Найкращий фільм») і перемогла у двох. Майже 40 років жоден британський фільм не міг порівнятися з «Червоними черевичками» поза касовими зборами в США. Серед любителів балету кстрічка стала культової. Богема по обидві сторони Атлантики в наслідування Лермонтову стала носити темні окуляри, причому навіть у похмуру погоду (як герой Марчелло Мастроянні в «Солодкому життя»).
Вплив «Червоних черевичків» на розвиток американського кіномюзикла називають революційним. Перш ніж взятися за екранізацію «Американця у Парижі», Джин Келлі змусив свою знімальну групу 15 разів переглянути фільм про Вікі Пейдж. Після цього в голлівудські мюзикли прийшла мода на тривалі танцювальні номери напів-абстрактної властивості (класичний приклад — у фіналі «Співаючи під дощем»). Безліч відсилань до «Червоних черевичків» містить поставлений в 1975 році на Бродвеї мюзикл «Кордебалет».

## Реставрація
У 2008 році Британським кінонститутом під патронажем Мартіна Скорсезе була виконана скрупульозна і дорога реставрація «Червоних черевичків». Прем'єра відреставрованої версії відбулася на Каннському кінофестивалі 2009 року. DVD-версію підготувала компанія Criterion. Скорсезе називає «Черевички» одним з найкращих прикладів використання кольору в історії кіно і відносить до числа своїх улюблених фільмів. Він проводить несподівану, на перший погляд, паралель між «Червоними черевичками» і «Скаженим биком»: обидва фільми — про беззавітну відданість своїй справі і про те, як професія міняє особу головного героя. Режисера особливо захоплює похмурість британського техніколора і характерна для нього неприродність фарб: «дивовижний грим біля очей і така червона, червона помада… це так прямолінійно!» Інші відомі шанувальники фільму в Голлівуді — Браян Де Пальма і Френсіс Форд Коппола.

## Оцінки критиків
- «Чарівна алегорія руйнівного впливу мистецтва на майстра і на акторів, які повинні пригнічувати свої почуття, підпорядковувавши свою волю режисерській (і в цьому є сексуальний підтекст), — алегорія, яка переростає в зображення чи то психічного розладу, чи то бісівської одержимості» (Пітер Бредшоу The Guardian)[10].
- «Змішуючи мистецтво імпресіоністів і кіно експресіоністів, розмиваючи відмінності між кіно і театром, тілом і камерою, реальністю і сновидінням, запозичуючи рівною мірою у класиків і авангардистів, балет в центрі фільму є послідовністю образів абсолютної, відчайдушної трансцендентності» (Time Out)[11].
- «Це фільм, який проникає в темні глибини нашої уяви, — почергово небезпечні, чудові, абсурдні, палкі та такі, що лякають. Червоні черевички сочаться похмурою образністю жіночої творчості і сексуальності (менструація, дефлорація)» (Шарлота Гіггінс, The Guardian)[12].

## Інші версії сюжету
- Під враженням від фільму Кейт Буш написала пісню і альбом The Red Shoes (1993). Ця музика прозвучала в короткометражному музичному фільмі «Лінія, хрест і крива», де спільно з Буш зіграли Міранда Річардсон і Ліндсі Кемп.
- Того ж 1993 року автор стрічки «Співаючи під дощем» Стенлі Донен поставив у бродвейському театрі Гершвіна мюзикл «Червоні черевички» на музику Жуль Стайна.
- Гучний у 2010 році фільм «Чорний лебідь», за якого Наталі Портман була удостоєна «Оскара», на думку рнизки кінокритиків, є оновленою версією «Червоних черевичків». Характерна назва статті в журналі The New Yorker — «Чорний лебідь у червоних черевичках»[13].

## Нагороди та номінації
| Список нагород та номінацій            | Список нагород та номінацій | Список нагород та номінацій                         | Список нагород та номінацій | Список нагород та номінацій | Список нагород та номінацій |
| Кінопремія                             | Рік                         | Категорія                                           | Номінант(и)                 | Результат                   |                             |
| -------------------------------------- | --------------------------- | --------------------------------------------------- | --------------------------- | --------------------------- | --------------------------- |
| Венеційський міжнародний кінофестиваль | 1948                        | Великий міжнародний приз                            | Червоні черевички           | Номінація                   |                             |
| Національна рада кінокритиків США      | 1948                        | найкращі десять фільмів                             | Червоні черевички           | Перемога                    |                             |
| Премія «Оскар»                         | 1949                        | Найкращий фільм                                     | Червоні черевички           | Номінація                   |                             |
| Премія «Оскар»                         | 1949                        | Найкращий сценарій                                  | Емерик Прессбургер          | Номінація                   |                             |
| Премія «Оскар»                         | 1949                        | Найкращий монтаж                                    | Реджинальд Міллз            | Номінація                   |                             |
| Премія «Оскар»                         | 1949                        | Найкраща робота художника-постановника/артдиректора | Гейн Гекрот, Артур Лосон    | Перемога                    |                             |
| Премія «Оскар»                         | 1949                        | Найкраща музика до фільму                           | Браян Ісдейл                | Перемога                    |                             |
| Премія «Золотий глобус»                | 1949                        | Найкраща оригінальна музика                         | Браян Ісдейл                | Перемога                    |                             |
| Премія BAFTA                           | 1949                        | Найкращий британський фільм                         | Червоні черевички           | Номінація                   |                             |